# Näshulta socken
Näshulta socken i Södermanland ingick i Österrekarne härad, ingår sedan 1971 i Eskilstuna kommun och motsvarar från 2016 Näshulta distrikt.
Socknens areal är 132,02 kvadratkilometer, varav 120,43 land. År 2000 fanns här 892 invånare. Godsen Haneberg säteri och Hedensö, orten Svalboviken samt kyrkbyn Näshulta med sockenkyrkan Näshulta kyrka ligger i socknen.

Sockenvapen

## Administrativ historik
Näshulta socken omtalas i skriftliga handlingar första gången 1222.
Vid kommunreformen 1862 övergick socknens ansvar för de kyrkliga frågorna till Näshulta församling och för de borgerliga frågorna till Näshulta landskommun. Landskommunen inkorporerades 1952 i Husby-Rekarne landskommun som 1971 uppgick i Eskilstuna kommun.
1 januari 2016 inrättades distriktet Näshulta, med samma omfattning som församlingen hade 1999/2000.
Socknen har tillhört län, fögderier, tingslag och domsagor enligt vad som beskrivs i artikeln Österrekarne härad.  De indelta soldaterna tillhörde Södermanlands regemente, Öster Rekarne kompani.

## Geografi

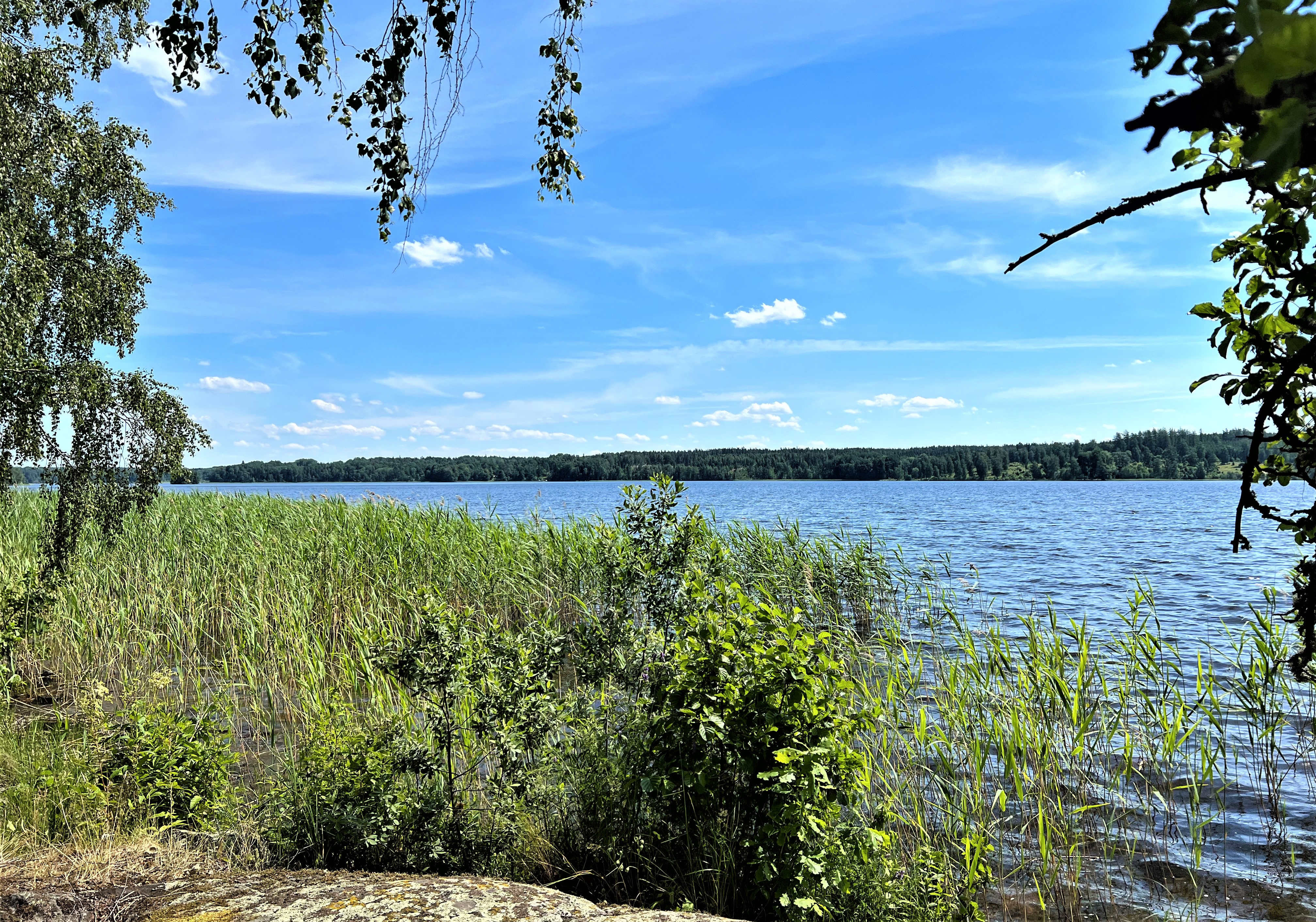
Näshultasjön vid Näshulta kyrka.

Näshulta socken ligger sydväst om Eskilstuna kring Näshultasjön och östra Hjälmaren. Socknen är en kuperad skogsbygd rik på förkastningsbranter med odlingsbygd vid sjön.
Näshulta bruk är ett av Eskilstuna kommuns äldsta industriområden med kvarn, vattensåg, ångsåg och järnbruk. 
Vid Rotarbol föddes 1731 Jakob Jonas Björnståhl. Han blev känd bland annat för sina resor i Europa. En minnessten över honom finns vid Näshulta kommunalhus.

## Fornlämningar
En boplats från stenåldern och gravrösen från bronsåldern är funna, liksom sju gravfält från järnåldern och en fornborg.

## Namnet
Namnet (1244 Nesulta) kommer från kyrkplatsen och innehåller näs och hult.